# Пол Погба
Пол Лаби́л Погба́ (на френски: Paul Labile Pogba) е френски футболист от гвинейски произход, играещ за френския Монако.

## Клубна кариера

### Ранни години
Погба започва футболната си кариера на седем години като започва да играе за Роаси-ан-Бри, на няколко километра от родния си град. Там прекарва 7 сезона, след което се присъединява към Торси. Там той прекарва един сезон, след което се присъединява към професионалния Льо Авър. Добрите му игри се харесват от отбори като английските Арсенал и Ливърпул и италианския Ювентус.

### Манчестър Юнайтед
На 31 юли 2009 г. поема към Англия, за да се присъедини към младежката школа на Манчестър Юнайтед. Трансфера на Погба приключва на 6 октомври 2009 г., като прави дебюта си на 10 октомври срещу Крю Александра. Завършва кампанията с 19 участия и 7 гола.
На 31 януари 2012 г. прави своя дебют във Висшата лига като заменя Хавиер Ернандес в 72-рата минута срещу Стоук Сити. Взима участие и в Лига Европа, като се появява като резерва в мач срещу испанския Атлетик Билбао.

### Ювентус
На 3 юли 2012 г. Сър Алекс Фъргюсън потвърждава, че Погба напуска клуба. На 27 юли Ювентус потвърждават, че Погба минава медицински прегледи, като трансфера е завършен на 3 август когато той подписва 4-годишен договор. Първото си появяване за Ювентус прави в приятелски мач с Бенфика, като замества Андреа Пирло в 78-ата минута. Първия му мач в Серия А е срещу отбора на Киево, в който играе пълни 90 минути. На 20 октомври вкарва първия си гол за клуба във вратата на Наполи. През 2013, 2014 и 2015 година печели Серия А. На 6 август официално взема легендарната фланелка с номер 10.На 8 август 2016 Погба става най-скъпият футболист като прави трансфер от Ювентус в Манчестър Юнайтед за сумата от 89 млн. паунда.

## Национален отбор
Погба прави своя дебют за Националния отбор на Франция на 22 март 2013 година срещу отбора на Грузия в мач от световните клалификации за Световното първенство по футбол през 2014 година. На 14 юли 2013 г. Погба печели Световното първенство по футбол за младежи до 20 години. На финала отборът на Франция побеждава отбора на Уругвай след изпълнение на дузпи. Погба е признат като най-добрия играч в турнира и печели наградата „Златно момче“ за 2013 г.

### Световно първенство 2014
На Световното първенство в Бразилия, Франция попада в една група с Швейцария, Еквадор и Хондурас.
В първия мач Погба е титуляр и Франция побеждават Хондурас с 3 – 0. Във втория мач е победен отбора на Швейцария с убедителното 5 – 2. Третия мач с Еквадор завършва с нулево равенство.
На 1/8 фаза Франция среща отбора на Нигерия. Петлите печелят с 2 – 0. Първият гол е дело на Погба. На 1/4 финалната фаза Франция губи от Германия с 1 – 0 и отпада от турнира.
Погба е обявен за най-добрия млад играч на Мондиала.

## Успехи
Ювентус
- Серия А (4) – 2012/13, 2013/14, 2014/15, 2015/16
- Купа на Италия (2) – 2014/15, 2015/16
- Суперкупа на Италия (2) – 2013, 2015

Манчестър Юнайтед
- Купата на Лигата: 2016/17
- Лига Европа: 2016/17

Франция
- Световно първенство по футбол за младежи (1) – 2013
- Финалист на Европейското първенство по футбол – 2016
- Световно първенство по футбол - 2018
- Лига на нациите - 2020/21

Индивидуални
- Златна топка за най-добър играч на Световното първенство по футбол за младежи – 2013
- Награда „Golden boy“ за най-добър играч до 21 години – 2013
- Най-добър млад играч на Световното първенство – 2014